# Funambulus layardi
Funambulus layardi — вид гризунів родини Sciuridae, ендемічний для Шрі-Ланки.

## Розповсюдження
Це ендемік центральних високогір’їв Шрі-Ланки. Відомо небагато спостережень за межами центральних пагорбів, таких як райони Трінкомалі та Матара, але це питання залишається невирішеним. Його можна побачити в гірському хребті Наклз та інших високогірних хребтах у західній западині центральних пагорбів.

## Опис
Довжина голови й тулуба 12–17 см, хвіст 14 см. За кольором чорно-коричневий з трьома смугами на спині; центральна смуга найширша і найдовша з помаранчевим відтінком у F. signatus, жовтим у F. layardi. Її нижня частина червонувато-помаранчевого кольору, а морда маленька. Хвіст пухнастий і чорнувато-коричневий з трохи червоного в ньому. Деякі особини також мають на ньому деякий сивий вигляд. Хутро м'яке, коротке і густе.

## Спосіб життя
Спосіб життя мало досліджений. Це денний і деревний вид.